# Trại Họp bạn Hướng đạo Thế giới lần thứ 4

Bìa sách từ Trại Họp bạn Hướng đạo Thế giới lần thứ 4 năm 1933

Trại Họp bạn Hướng đạo Thế giới lần thứ 4 (4th World Scout Jamboree) được Hungary tổ chức vào năm 1933. Có 25.000 Hướng đạo sinh tham dự trong sự kiện này, đại diện 34 quốc gia khác nhau. Họ cắm trại trong Rừng Hoàng gia Gödöllő, cách thủ đô Budapest khoảng 11 dặm.
Trại trưởng là  Teleki Pál, một thành viên của Ủy ban Hướng đạo Quốc tế, sau này thành Thủ tướng của Hungary.
Sự kiện này được đánh dấu như lần qui tụ quốc tế đầu tiên có sự tham gia của các đại diện cho Không Hướng đạo (Air Scouts).
Mỗi một nhóm Hướng đạo ngoại quốc tại Trại Họp bạn đều được bổ nhiệm một "người anh em họ" (cousin) - đó là một Hướng đạo sinh Hungary phục vụ như một thong dịch viên và người hướng dẫn.
Hình nai trắn trên huy hiệu chính thức là biểu tượng quốc gia của Hungary, và gợi cảm hứng cho Baden-Powell đọc một bài diễn văn như sau:
"Bạn có thể nhìn vào hình tượng nai trắng như tinh thần tinh khuyết của Hướng đạo, nhúng người về phía trước và lên cao, thậm chí dẫn dắt bạn tiến lên và cao hơn để vượt qua các khó khăn, để đối diện với những khám phá mới."
Để chào mừng 60 năm kỷ niệm cuộc Trại Họp bạn Hướng đạo Thế giới lần thứ 4, Hội Hướng đạo Hungary đã tổ chức một trại tưởng niệm sự kiện này tại Bélapátfalva, Hungary năm 1993.